# وادزدن
وادزدن (به انگلیسی: Waddesdon؛ ‎/ˈwɒdzdən/‎) یک روستا و محله مدنی در منطقهٔ اِیلزبری وِیل در بریتانیا است. وادزدن ۲٬۰۹۷ نفر جمعیت دارد.

## نگارخانه

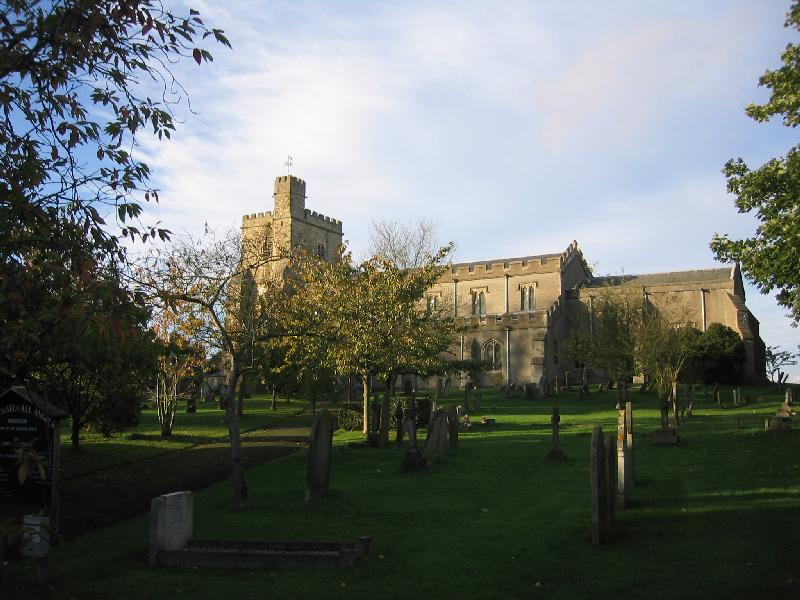
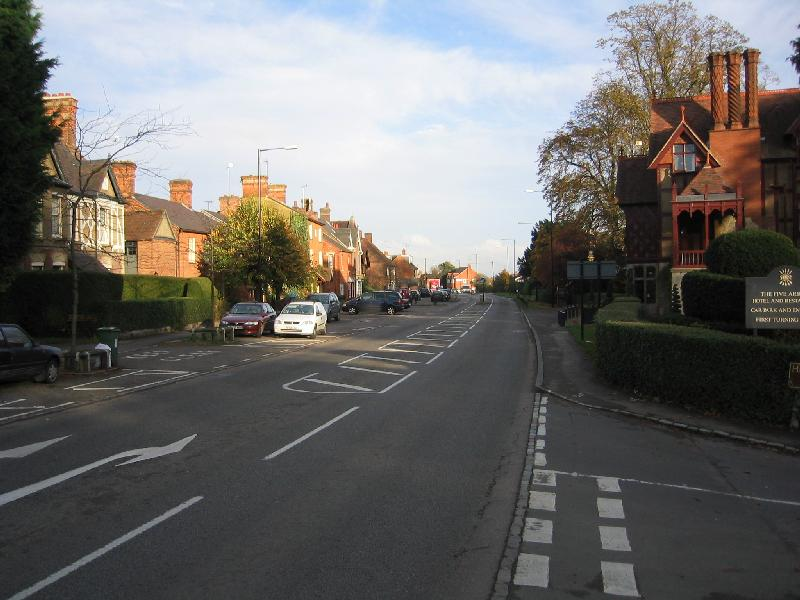